# Halowe Mistrzostwa Świata w Lekkoatletyce 1987 – bieg na 60 m przez płotki mężczyzn
Bieg na 60 metrów przez płotki mężczyzn – jedna z konkurencji biegowych rozgrywanych podczas halowych mistrzostw świata w hali Hoosier Dome w Indianapolis. Eliminacje zostały rozegrane 6 marca, a bieg finałowy 8 marca 1987. Zwyciężył reprezentant Stanów Zjednoczonych Tonie Campbell. Tytułu zdobytego na światowych igrzyskach halowych w 1985 nie obronił Stéphane Caristan z Francji, który tym razem zdobył srebrny medal.
W biegu eliminacyjnym Greg Foster ze Stanów Zjednoczonych uzyskał wynik 7,46 s, który był wówczas uważany za halowy rekord świata. Później jednak uznano za prawidłowy wcześniejszy wynik Fostera ze stycznia 1987 – 7,36 s. W finale Foster spóźnił się na starcie, a potem zderzył się z Markiem McKoyem z Kanady powodując upadek obu. Nie ukończyli biegu (który nie został powtórzony), a Foster został zdyskwalifikowany.

## Rezultaty

### Eliminacje
Rozegrano 3 biegi eliminacyjne, do których przystąpiło 18 biegaczy. Awans do finału dawało zajęcie jednego z pierwszych dwóch miejsc w swoim biegu (Q). Skład finału uzupełniło dwóch zawodników z najlepszym czasem wśród przegranych (q).
Opracowano na podstawie materiału źródłowego.

#### Bieg 1
| Miejsce | Zawodnik       | Czas | Uwagi |
| ------- | -------------- | ---- | ----- |
| 1       | Mark McKoy     | 7,56 | Q     |
| 2       | Arto Bryggare  | 7,66 | Q     |
| 3       | Nigel Walker   | 7,67 | q     |
| 4       | Andrew Parker  | 7,75 |       |
| 5       | Ulf Söderman   | 7,84 |       |
| –       | Marcelin Dally | DNS  |       |

#### Bieg 2
| Miejsce | Zawodnik             | Czas  | Uwagi       |
| ------- | -------------------- | ----- | ----------- |
| 1       | Greg Foster          | 7,46  | Q,          |
| 2       | Colin Jackson        | 7,63  | Q           |
| 3       | Javier Moracho       | 7,73  | q           |
| 4       | Liviu Giurgian       | 8,05  |             |
| 5       | Luigi Bertocchi      | 8,13  |             |
| 6       | Mauricio Carranza    | 9,01  | [ 4 ] [ 5 ] |
| 7       | Hisham Makin Mohamed | 10,11 | [ 4 ] [ 5 ] |

#### Bieg 3
| Miejsce | Zawodnik          | Czas | Uwagi       |
| ------- | ----------------- | ---- | ----------- |
| 1       | Tonie Campbell    | 7,64 | Q           |
| 2       | Stéphane Caristan | 7,77 | Q           |
| 3       | György Bakos      | 7,84 |             |
| 4       | Don Wright        | 7,90 |             |
| 5       | Carlos Sala       | 7,92 |             |
| 6       | Judex Lefou       | 8,38 | [ 4 ] [ 5 ] |

### Finał
Opracowano na podstawie materiału źródłowego.
| Miejsce | Zawodnik          | Czas | Uwagi |
| ------- | ----------------- | ---- | ----- |
| 1       | Tonie Campbell    | 7,51 | [ 6 ] |
| 2       | Stéphane Caristan | 7,62 |       |
| 3       | Nigel Walker      | 7,66 |       |
| 4       | Colin Jackson     | 7,68 |       |
| 5       | Arto Bryggare     | 7,68 |       |
| 6       | Javier Moracho    | 7,89 |       |
| –       | Mark McKoy        | DNF  |       |
| –       | Greg Foster       | DQ   |       |